# Cestocampa
Cestocampa és un gènere de diplurs de la família Campodeidae.

## Taxonomia
El gènere Cestocampa inclou 4 espècies:
- Cestocampa balcanica Conde, 1955 g
- Cestocampa gasparoi Bareth, 1988 g
- Cestocampa iberica Sendra & Conde g
- Cestocampa italica (Silvestri, 1912) g

Fonts de les dades: i = ITIS, c = Catalogue of Life, g = GBIF, b = Bugguide.net